# 半影：序曲
《半影：序曲》是由Frictional Games开发的章節式生存恐怖游戏。最初是作為三部曲的第一章。隨後公開第二章《半影：黑死病》的消息，被作為最後一章發行。然而，之後發行的资料片《半影：安魂曲》，從技術上來說，可視為此遊戲的第三章。

## 玩法
儘管Frictional Games將《半影：序曲》描述為第一人稱冒險遊戲，但遊戲結合了生存恐怖、心理學恐懼和冒險等類型。使用了牛頓遊戲動力學物理引擎，並強調基於物理的謎題和基於物理的戰鬥。遊戲還利用先進的人工智能對噪音和光線做出真實的反應，創造出基於隱藏的玩法。遊戲中沒有槍枝，所以玩家只能用槌子和鎬頭來進行近戰，或向正在攻擊的生物投擲物體反擊。遊戲本身的設計強調躲避和隱藏，而非正面衝突。例如：Philip可以關閉他身後的門，暫時擋住攻擊他的敵人。

## 外部連結
- 官方网站
- Original Penumbra tech demo
- Penumbra's github repository （页面存档备份，存于）
- 莫比游戏上的《半影：序曲》（英文）